# این مرد

نقاشی اصلی «این مرد» که در سال ۲۰۰۸ توسط آندریا ناتلا منتشر شد

در سال ۲۰۰۸، بازاریاب ایتالیایی، آندره آ ناتالا، وب‌سایتی ساخت با نام Ever Dream This Man و ادعا کرد که از سال ۲۰۰۶ بسیاری از افراد به‌طور مکرر این مرد را در خواب دیده‌اند، اما هرگز در زندگی واقعی چنین شخصی دیده نشده‌است.

## داستان این مرد
بیماری نزد یک روان پزشک می‌رود و به او می‌گوید که برخی اوقات در خواب مردی را می‌بینند و او را توصیف می‌کند، روان پزشک نیز تصویر مرد را روی کاغذ رسم می‌کند. سپس روان پزشک نقاشی را برای سایر همکارانش می‌فرستد و برخی بیماران مدعی می‌شوند که این مرد را در خواب دیده‌اند ولی هیچ وقت در واقعیت او را ندیده‌اند. طبق این داستان بعداً بیش از ۲۰۰۰ نفر از شهرهای بزرگ مانند لس آنجلس، تهران، پکن و … نیز ادعا کرده‌اند که خواب این چهره را دیده‌اند.
ناتالا برای توضیح این پدیده ۵ نظریه را مطرح کرد:
- تصویر  این مرد نمونه ای از کهن‌الگوی یونگی است که در موقعیت‌های بسیار دشوار زندگی در ضمیر ناخودآگاه انسان‌ها شکل می‌گیرد.
- این مرد جلوه ای از خدا است.
- یک نهاد نامشخص، ذهن افراد متعددی را شرطی کرده است تا این رؤیا را ببینند.
- بعضی افراد، بعد از شنیدن این داستان، چهرهٔ این مرد را در خواب دیده‌اند.
- تشخیص چهره در خواب معمولاً کاری دشوار است، به همین دلیل برخی برای توصیف چهره‌ای که بارها در خواب دیده‌اند، به اشتباه، به تصویری که ناتلا از این مرد کشیده متوسل می‌شوند.

## محبوبیت
داستان این مرد در سال ۲۰۰۹ مورد توجه کاربران اینترنت و مطبوعات قرار گرفت. در مدت زمان کوتاهی سایت این مرد بیش از ۲ میلیون بازدید گرفت. 

## واقعیت
ناتالا اعتراف کرد که سایت این مرد صرفاً یک مأموریت بازاریابی بوده‌است. او هرگز فاش نکرد که قصد تبلیغ چه محصولی را داشته است. با این حال برخی منابع از جمله The Kernel، نوشتند که این مرد صرفاً برای تبلیغ فیلمی با همین نام ساخته شده‌است. از آن زمان تاکنون هیچ خبری در مورد این فیلم منتشر نشده‌است.